# Agustín Díaz de Mera García Consuegra

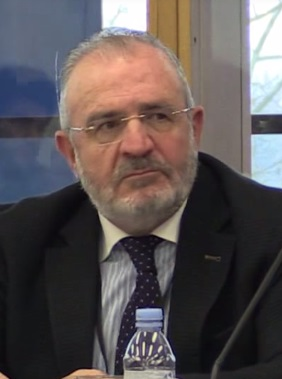
Agustín Díaz de Mera García Consuegra

Agustín Díaz de Mera García Consuegra (* 27. September 1947 in Daimiel, Ciudad Real) ist ein spanischer Politiker (PP) und seit 2004 Mitglied des Europäischen Parlaments. Díaz de Mera war Chef der spanischen Polizei während der Madrider Zuganschläge am 11. März 2004.

## Politische Laufbahn
Díaz de Mera war von 1989 bis 1993 sowie von 1996 bis 2002 Mitglied des spanischen Senats und von 1993 bis 1996 Mitglied des spanischen Abgeordnetenhauses. 1999 bis 2002 war er außerdem Bürgermeister von Ávila. 
Von Juli 2002 bis März 2004 war er Generaldirektor der spanischen Nationalen Polizei und leitete in dieser Funktion die ersten Ermittlungen nach den Madrider Zuganschlägen vom 11. März 2004, wobei er den Behauptungen der PP-geführten Regierung unter José María Aznar über eine Täterschaft der baskischen Terrororganisation ETA nicht widersprach, obwohl die Ermittlungsergebnisse bereits früh auf die islamistische Organisation Al-Qaida hinwiesen. Nachdem wenige Tage nach den Anschlägen bei den spanischen Parlamentswahlen die PP aus der Regierung gewählt worden war, verlor Díaz de Mera seinen Posten. 
Bei den Europawahlen im Juli 2004 wurde er stattdessen für die PP ins Europäische Parlament gewählt. Hier gehört er der Fraktion der Europäischen Volkspartei (EVP, bis 2009 EVP-ED) an und ist Mitglied im Ausschuss für bürgerliche Freiheiten, Justiz und Inneres.
Im Zuge des Gerichtsprozesses vor dem höchsten spanischen Strafgerichtshof gegen die mutmaßlichen Urheber der Anschläge vom 11. März 2004 kam es Anfang 2007 zu einem Eklat, als der als Zeuge befragte Díaz de Mera angab, ein ihm bekannter Polizist habe ein Dokument eingesehen, das Verbindungen zwischen ETA und Al-Qaida nachweise; dieses Dokument sei jedoch später vernichtet worden, um im Interesse der neuen spanischen Regierung unter José Luis Rodríguez Zapatero (PSOE) die Verbindungen zwischen ETA und den Anschlägen zu vertuschen. Als das Gericht daraufhin nach dem Namen dieses Polizisten fragte, verweigerte Díaz de Mera die Antwort. Daraufhin beantragte das Gericht beim Europäischen Parlament die Aufhebung der Immunität Díaz de Meras, verurteilte ihn zu einer Geldbuße von 1000 Euro und eröffnete ein weiteres Verfahren gegen ihn wegen Nichtbefolgung der Anordnungen des Gerichts. Daraufhin nannte Díaz de Mera die Namen zweier Polizisten, die ihrerseits aber die Existenz eines solchen Dokuments abstritten. Am 7. November 2007 wurde das Verfahren gegen Díaz de Mera schließlich eingestellt.